# NCT Life in Bangkok
《NCT Life in Bangkok》是韓國V Live電視台的綜藝節目，由NCT出演，為NCT團體綜藝NCT LIFE的第一季。節目將展現NCT在曼谷日常生活的私下樣子,同時在節目中能看見NCT各種不同的面貌。

## 拍攝地點
- 泰國曼谷舒伯利國際學校（Shrewsbury International School）
- 泰國曼谷中央世界商業中心